# Dante Cunningham
Dante Cunningham (Clinton, Maryland, 22 de abril de 1987) es un jugador de baloncesto estadounidense que actualmente se encuentra sin equipo. Con 2,03 metros de altura, juega en la posición de alero.

## Trayectoria deportiva

### Universidad
Jugó durante cuatro temporadas con los Wildcats de la Universidad Villanova, en las que promedió 9,6 puntos y 5,9 rebotes por partido. En su segunda temporada ya fue titular en 27 de los 33 partidos disputados, liderando al equipo en porcentaje de tiros de campo con un 51,3%.
En su última temporada fue elegido como jugador más mejorado de la Big East Conference, además de ser incluido en el segundo quinteto ideal. Su mejor partido lo disputó ante Fordham, consiguiendo 31 puntos y 11 rebotes.

### Profesional

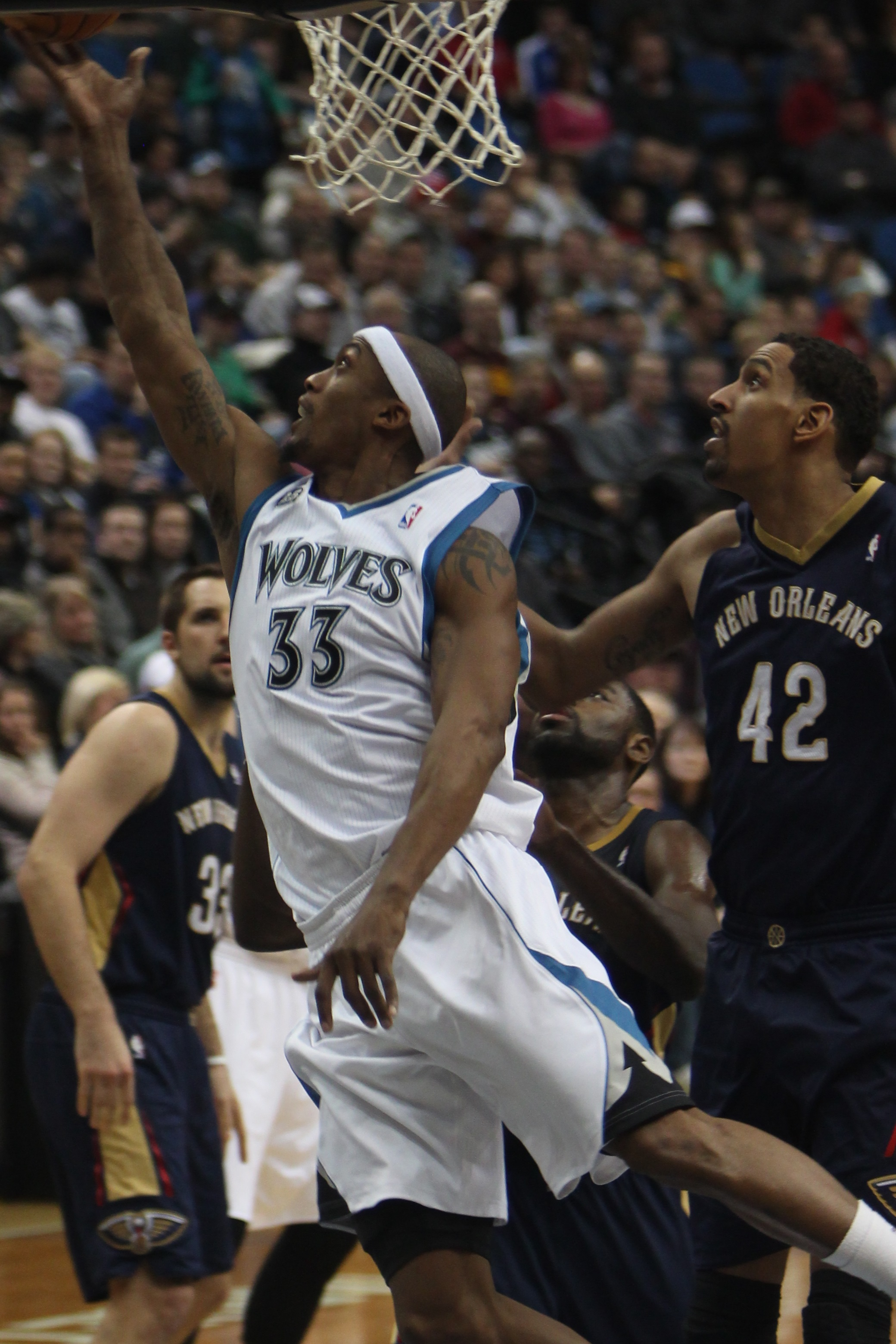
Cunningham con los Timberwolves en 2014.

Fue elegido en la trigésimo tercera posición del Draft de la NBA de 2009 por Portland Trail Blazers, equipo con el que firmó un contrato multianual el 21 de agosto. El 24 de febrero de 2011 fue traspasado a Charlotte Bobcats junto con Sean Marks, Joel Przybilla y dos futuras primeras rondas de draft a cambio de Gerald Wallace.
El 20 de diciembre de 2011, ficha por Memphis Grizzlies por 3 temporadas y 7 millones de dólares. Los Bobcats tuvieron la opción de igualar la oferta, pero la declinaron.
El 24 de julio de 2012, Cunningham fue traspasado a Minnesota Timberwolves a cambio de Wayne Ellington.
El 4 de diciembre de 2014 firmó un contrato para jugar con los New Orleans Pelicans.
El 8 de febrero de 2018 fue traspasado a los Brooklyn Nets a cambio de Rashad Vaughn.
El 20 de julio de 2018, Cunningham firma con los San Antonio Spurs.
Tras una temporada en San Antonio el 11 de diciembre de 2019, Cunningham firma con los Fujian Sturgeons de la liga China.
El 7 de julio de 2021, firma por los Cangrejeros de Santurce de la Baloncesto Superior Nacional.
El 28 de agosto de 2021, firma por el Le Mans Sarthe Basket de la Ligue Nationale de Basket-ball.

## Estadísticas de su carrera en la NBA

### Temporada regular
| Año     | Equipo      | PJ  | PT  | MPP  | %TC  | %3P  | %TL  | RPP | APP | ROB | TPP | PPP |
| ------- | ----------- | --- | --- | ---- | ---- | ---- | ---- | --- | --- | --- | --- | --- |
| 2009-10 | Portland    | 63  | 2   | 11.2 | .495 | .000 | .646 | 2.5 | .2  | .4  | .4  | 3.9 |
| 2010-11 | Portland    | 56  | 9   | 19.8 | .433 | .000 | .711 | 3.4 | .5  | .7  | .6  | 5.1 |
| 2010-11 | Charlotte   | 22  | 9   | 24.0 | .508 | .111 | .765 | 4.0 | .6  | .7  | .5  | 9.0 |
| 2011-12 | Memphis     | 64  | 5   | 17.6 | .516 | .000 | .652 | 3.8 | .6  | .7  | .5  | 5.2 |
| 2012-13 | Minnesota   | 80  | 9   | 25.1 | .468 | .000 | .650 | 5.1 | .8  | 1.1 | .5  | 8.7 |
| 2013-14 | Minnesota   | 81  | 7   | 20.2 | .464 | .000 | .567 | 4.1 | 1.0 | .8  | .7  | 6.3 |
| 2014-15 | New Orleans | 66  | 27  | 25.0 | .457 | .100 | .617 | 3.9 | .8  | .7  | .6  | 5.2 |
| 2015-16 | New Orleans | 80  | 46  | 24.6 | .451 | .316 | .695 | 3.0 | 1.0 | .5  | .4  | 6.1 |
| 2016-17 | New Orleans | 66  | 25  | 25.0 | .485 | .392 | .593 | 4.2 | .5  | .6  | .4  | 6.6 |
| 2017-18 | New Orleans | 51  | 24  | 21.9 | .440 | .324 | .556 | 3.8 | .5  | .5  | .3  | 5.0 |
| 2017-18 | Brooklyn    | 22  | 1   | 20.3 | .468 | .383 | .688 | 4.8 | 1.0 | .5  | .6  | 7.5 |
| 2018-19 | San Antonio | 64  | 21  | 14.5 | .475 | .462 | .778 | 2.9 | .8  | .4  | .2  | 3.0 |
| Total   | Total       | 715 | 195 | 20.8 | .469 | .345 | .649 | 3.7 | .7  | .6  | .5  | 5.8 |

### Playoffs
| Año   | Equipo      | PJ | PT | MPP  | %TC  | %3P   | %TL   | RPP | APP | ROB | TPP | PPP |
| ----- | ----------- | -- | -- | ---- | ---- | ----- | ----- | --- | --- | --- | --- | --- |
| 2010  | Portland    | 5  | 0  | 8.4  | .600 | .000  | .833  | 2.6 | .0  | 1.0 | .0  | 4.6 |
| 2012  | Memphis     | 7  | 0  | 7.0  | .364 | .000  | .000  | 1.6 | .0  | .1  | .3  | 1.1 |
| 2015  | New Orleans | 4  | 0  | 18.8 | .818 | –     | 1.000 | 4.5 | .5  | .8  | 1.0 | 5.3 |
| 2019  | San Antonio | 5  | 0  | 2.6  | .667 | 1.000 | .000  | 1.2 | .0  | .0  | .0  | 1.2 |
| Total | Total       | 21 | 0  | 8.5  | .600 | .667  | .889  | 2.3 | .1  | .4  | .3  | 2.8 |